# Prosoplus bankii
Prosoplus bankii là một loài bọ cánh cứng trong họ Cerambycidae.